# FC Bastia-Borgo
Câu lạc bộ bóng đá Bastia-Borgo hoặc FC Bastia-Borgo là một câu lạc bộ bóng đá Pháp có trụ sở tại Borgo trên đảo Corsica. Câu lạc bộ được thành lập vào năm 2017 bởi sự hợp nhất của các câu lạc bộ Corsican CA Bastia và Borgo FC.
Kể từ mùa 2018-19, câu lạc bộ chơi ở Championnat National 2, cấp độ thứ tư của bóng đá Pháp và đội dự bị của nó chơi ở Corsica khu vực 1.